# Rhadinorhynchus ditrematis
Rhadinorhynchus ditrematis är en hakmaskart som beskrevs av Yamaguti 1939. Rhadinorhynchus ditrematis ingår i släktet Rhadinorhynchus och familjen Rhadinorhynchidae. Inga underarter finns listade i Catalogue of Life.